# 张泰卿
张泰卿，前马来西亚砂拉越州南兰国阵人联党国会议员，现任砂州议员，也是人联党中央委员 。其胞兄丹斯里張曉卿是西馬《星洲日報》及《香港明報》最大股東、香港萬華媒體（前稱世界華文媒體，由查良鏞創辦）公司主席。2016年砂拉越州选举以国阵直属候选人当选。